# فیودور روکوتوف

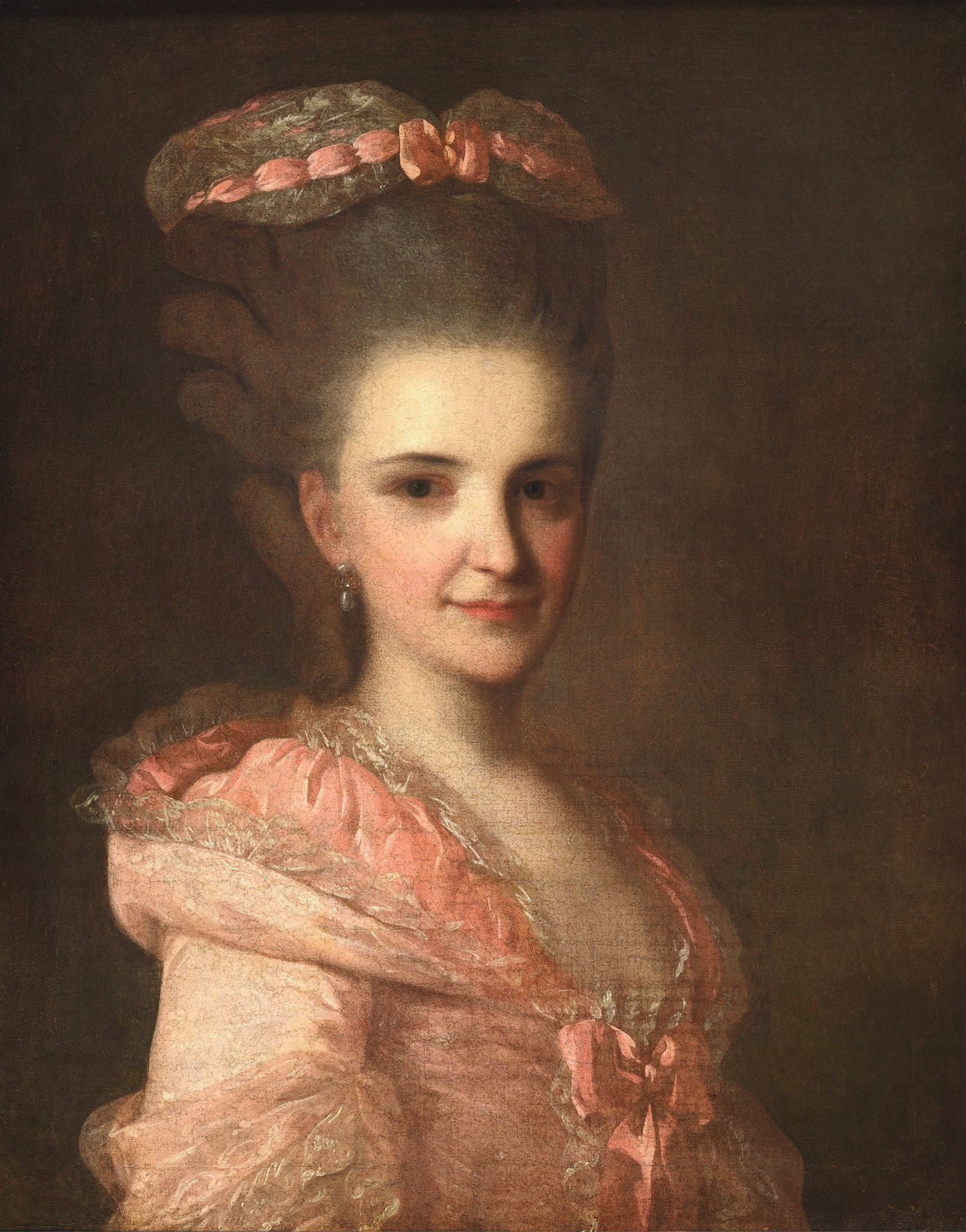
خانمی با لباس صورتی، دهه ۱۷۷۰ میلادی

فیودور استپانوویچ روکوتوف (فدر روکوتوف) ( روسی: Фёдор Степа́нович Ро́котов) (۱۷۳۶ میلادی - ۲۴ دسامبر ۱۸۰۸) نقاش زاده روسیه بود که در پرتره تخصص داشت.
فیودور روکوتوف در خانواده‌ای از رعیت دهقانان متعلق به رپنین‌ها (خانواده اشرافی دودمان روریک) به دنیا آمد. بسیاری از بیوگرافی او مبهم است. او هنر را در آکادمی هنر سن پترزبورگ خواند. پس از بازخرید آزادی خود در پایان دهه ۱۷۵۰ میلادی، او به عنوان یک نقاش اشرافی شناخته شد.

## آثار برگزیده

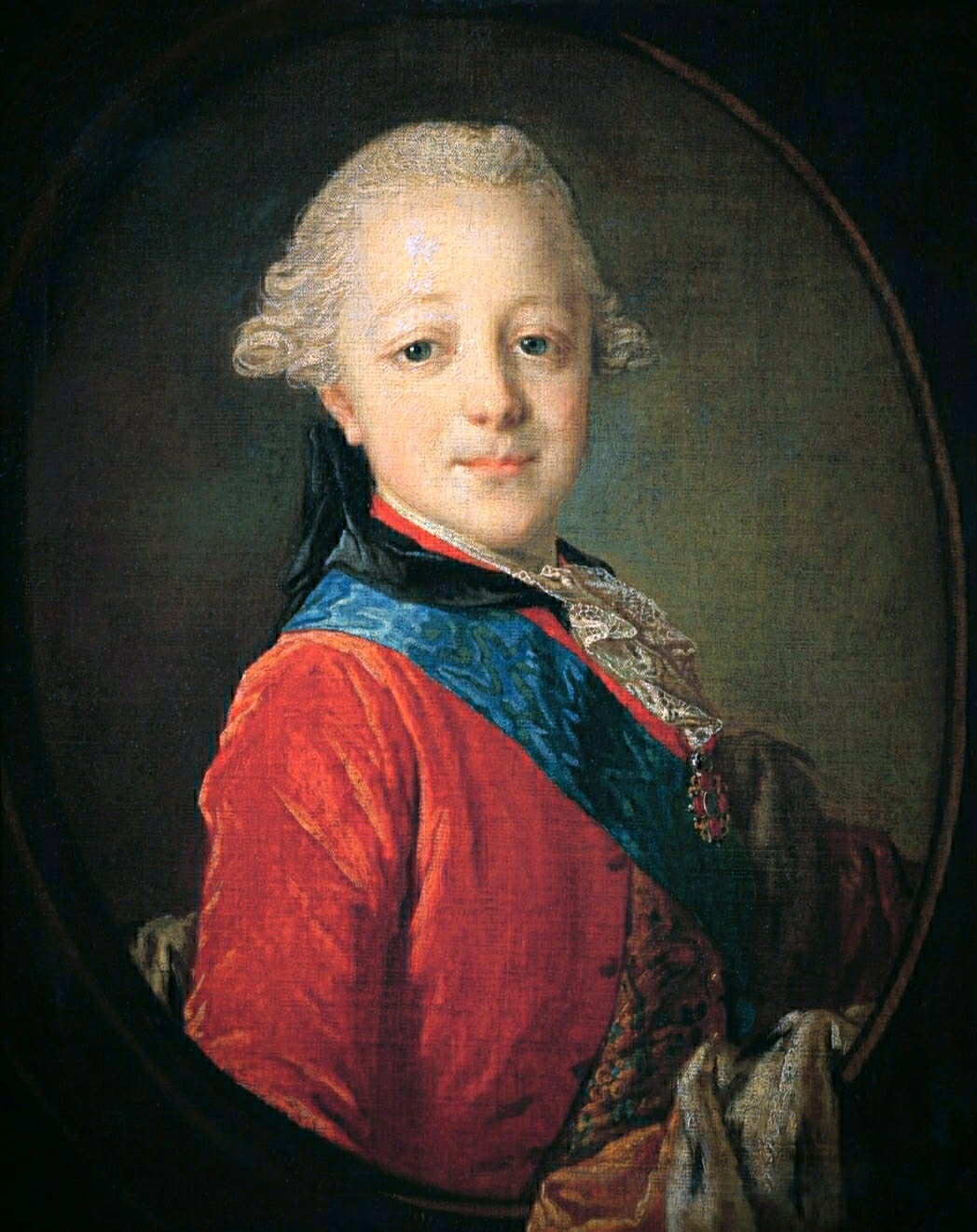
امپراتور پاول یکم در کودکی. ۱۷۶۱ میلادی
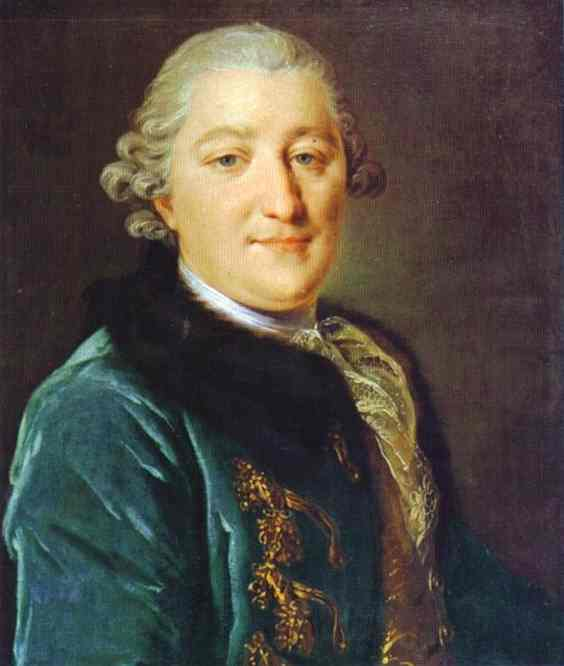
کنت ۱۷۶۵-۱۷۶۲
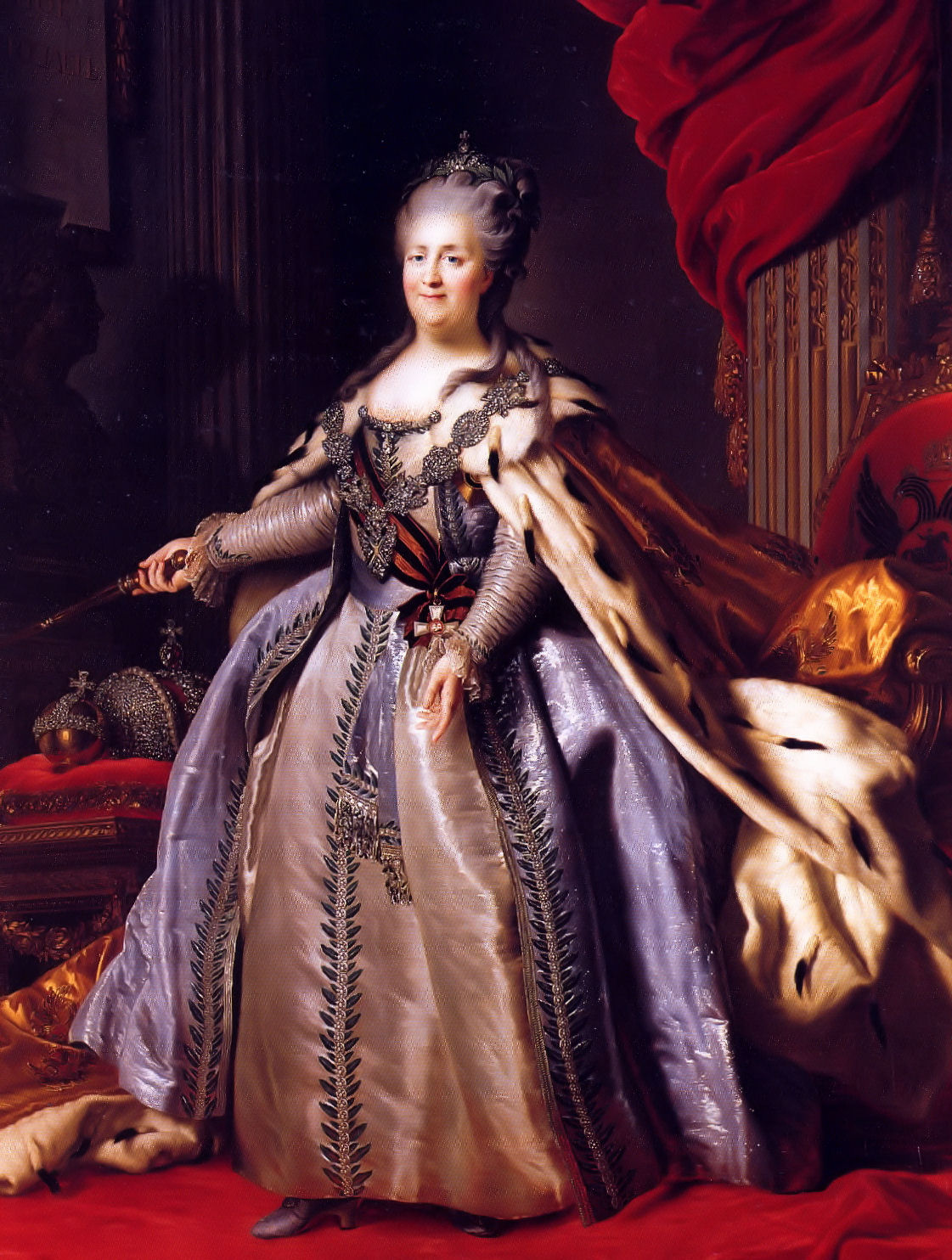
کاترین دوم امپراتریس روسیه، ۱۷۷۰ میلادی
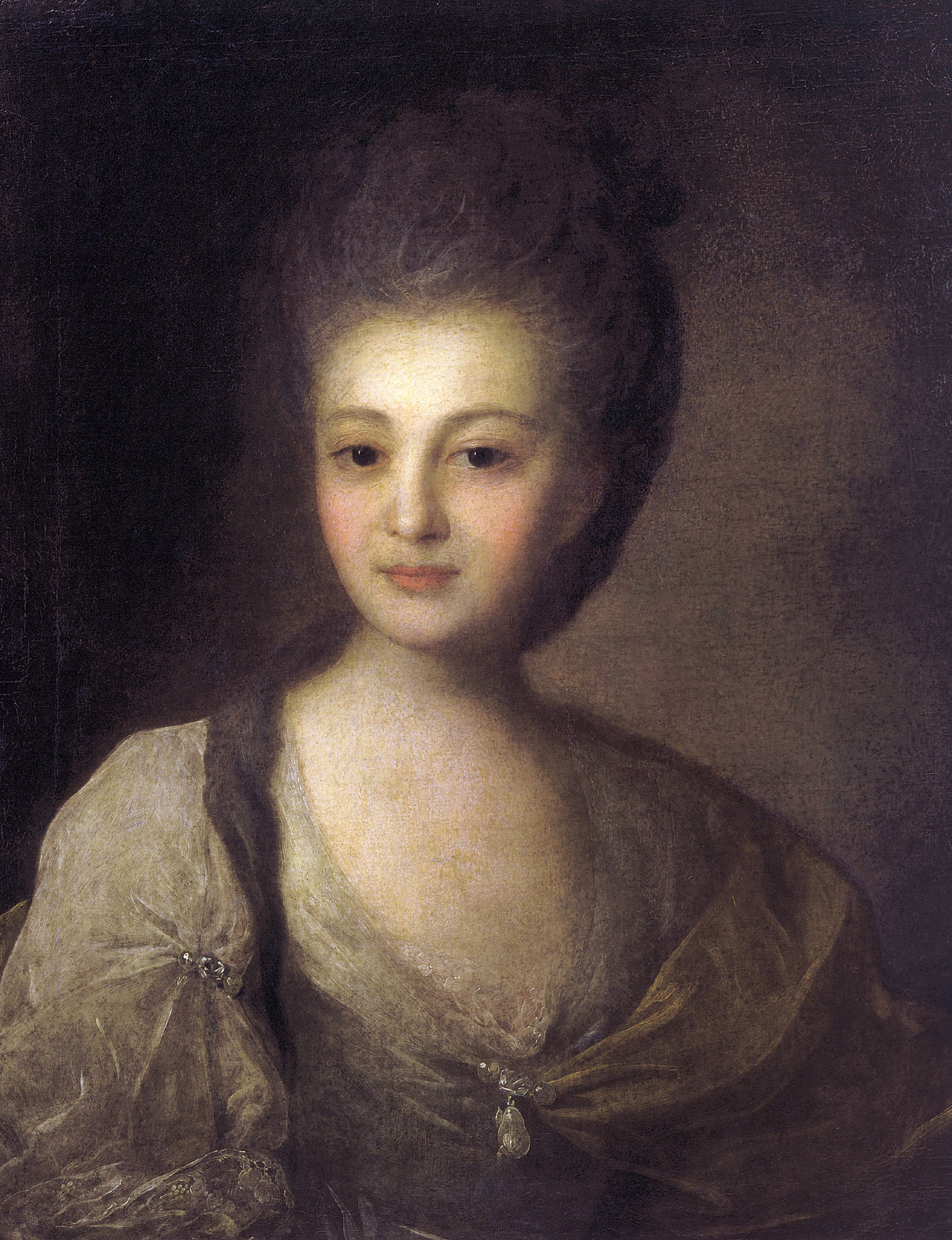
الکساندرا استرویسکایا. ۱۷۷۲ میلادی
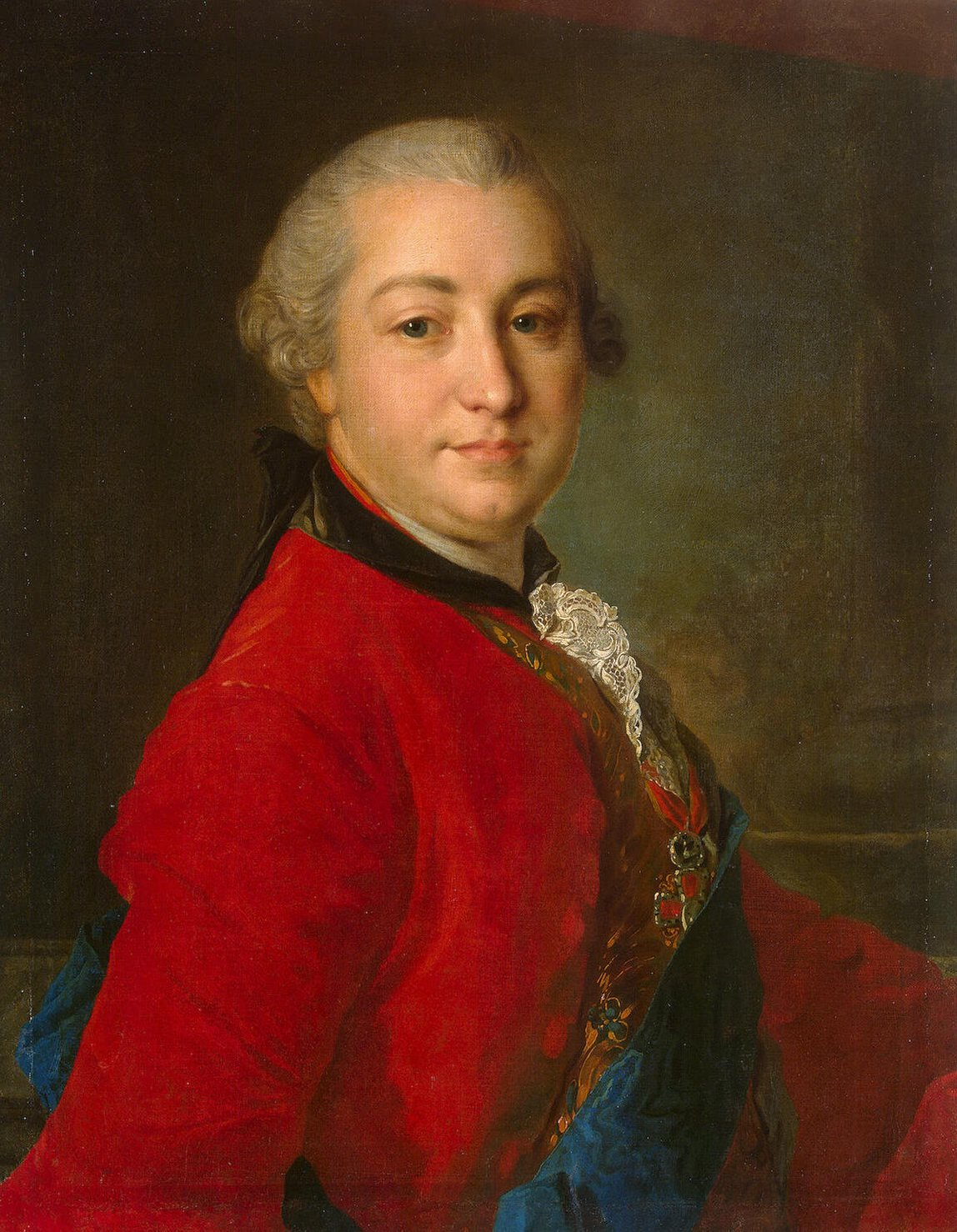
ایوان شووالو ۱۷۶۰ میلادی
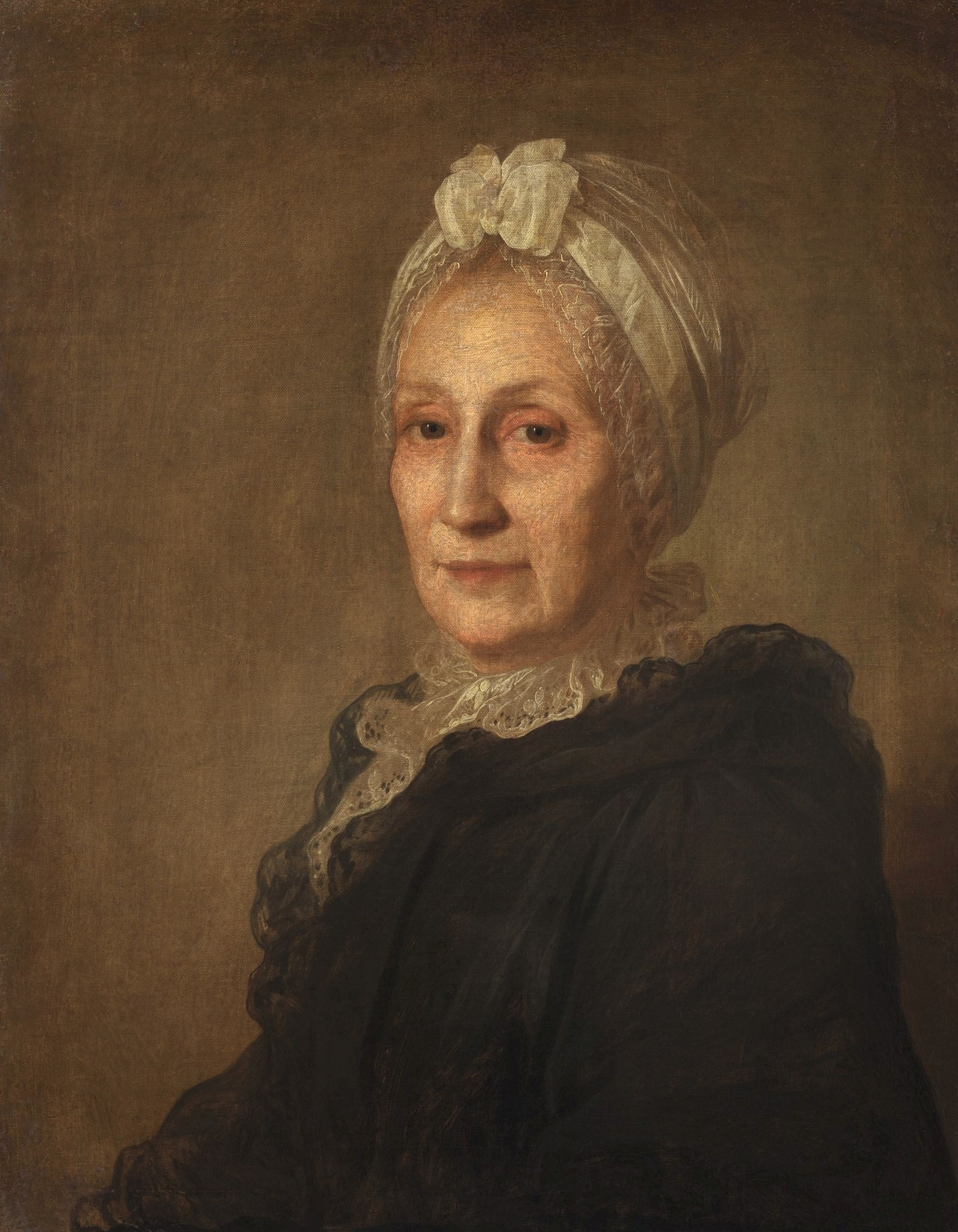
آنا یوریونا کواشنینا-سامارینا. دهه ۱۷۷۰ میلادی
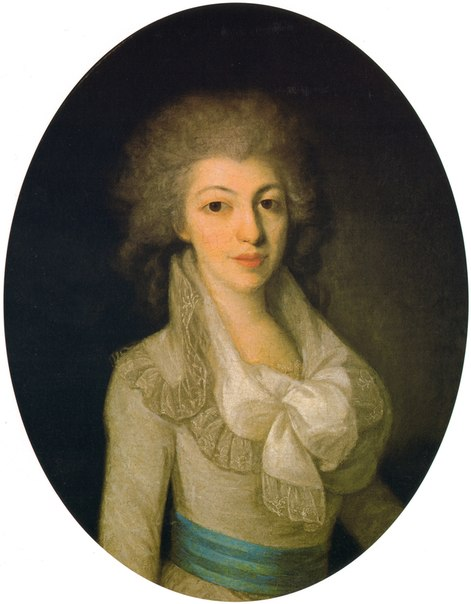
شاهزاده خانم دریا گروزینسکایا، اواخر دهه ۱۷۰۰ میلادی
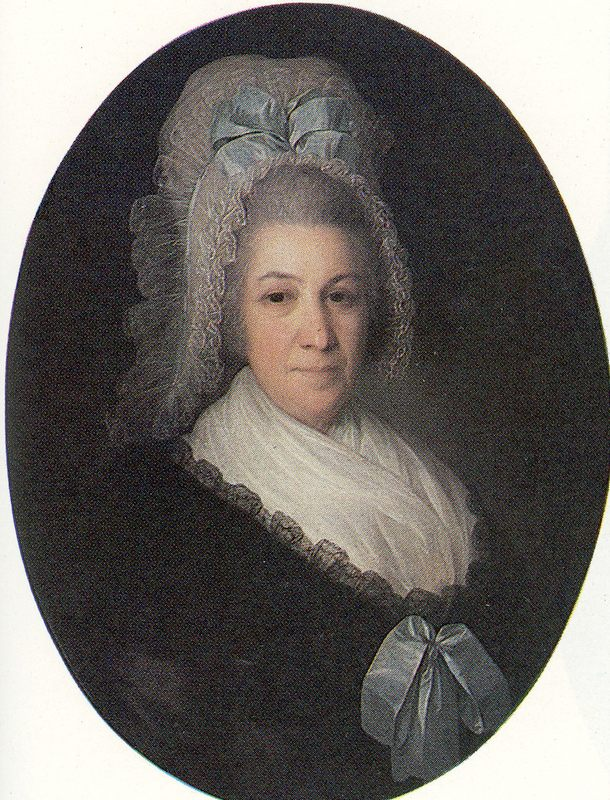
خانمی با کلاه سفید. دهه ۱۷۹۰ میلادی
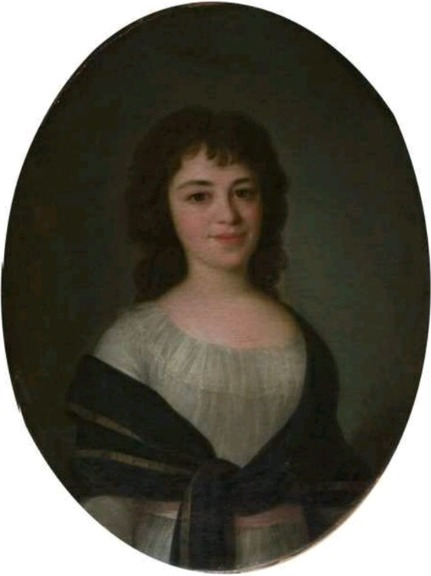
کنتسآنا بوتورلینا، ۱۷۹۳م.
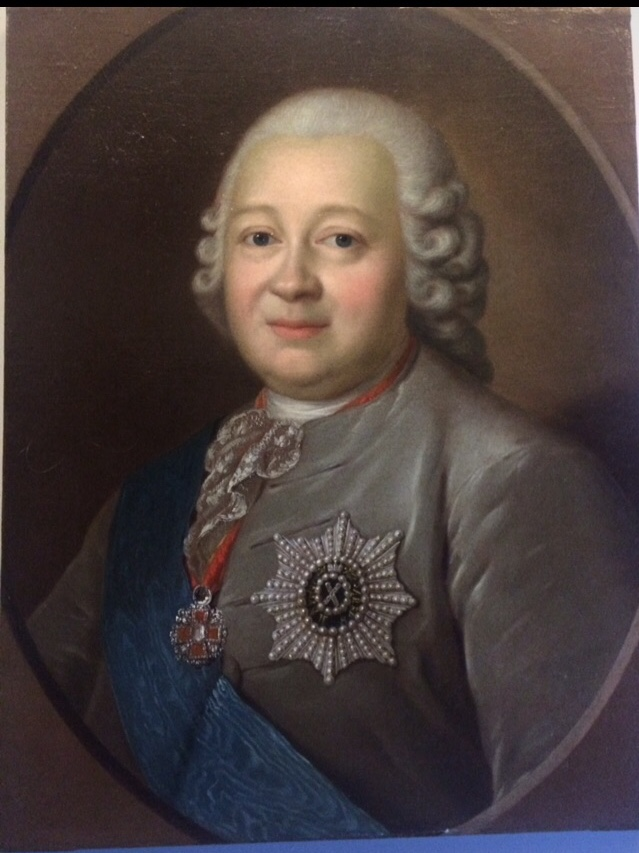
نیکیتا ایوانوویچ پانین، دهه ۱۷۶۰ میلادی